# Tieschen

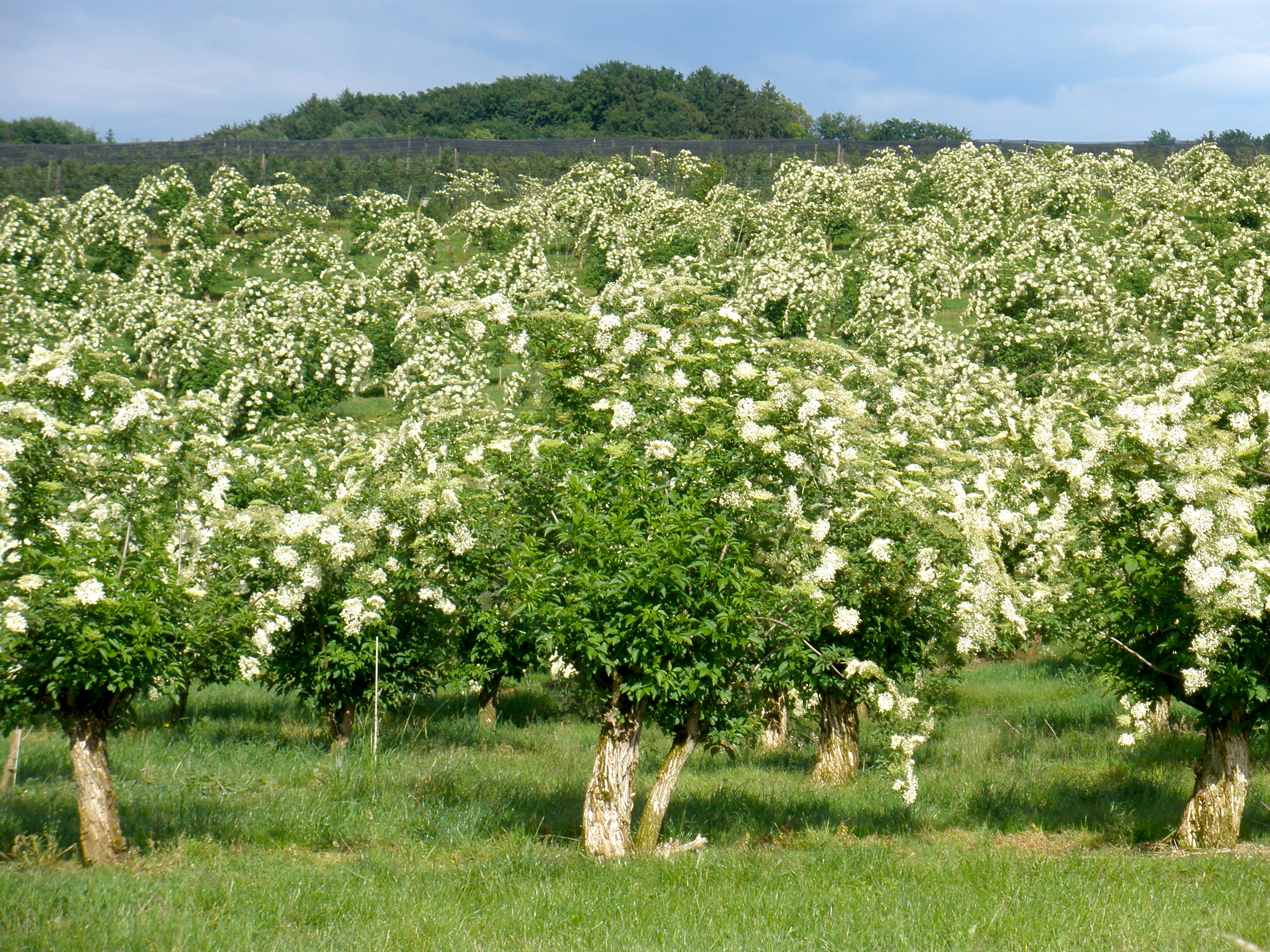
Holunderblüte in Tieschen

Tieschen ist eine Marktgemeinde mit 1.210 Einwohnern (Stand 1. Jänner 2024) im Südosten der Steiermark, Österreich. Sie liegt im Gerichtsbezirk Feldbach bzw. Bezirk Südoststeiermark.

## Geografie
Tieschen liegt im Tal des Drauchenbachs, der in etwa 260 Meter Seehöhe fließt. Zu beiden seiten steigt das Land zu bewaldeten Höhen an, die höchste Erhebung ist der Königsberg, der mit 462 Metern der höchste Berg des Bezirkes ist.

### Gemeindegliederung
Die Gemeinde besteht aus sechs Katastralgemeinden und gliedert sich in ebenso viele, gleichnamige Ortschaften (in Klammern Einwohnerzahl Stand 1. Jänner 2024):
- Größing (173,33 ha; 121 Ew.) samt Alla und Auberg
- Jörgen (313,84 ha; 155 Ew.) samt Dirneck, Eselberg, Reichel und Süßegg
- Laasen (356,13 ha; 193 Ew.) samt Haderberg, Oberlaasen, Preguckenberg, Strändl und Unterlaasen
- Patzen (169,26 ha; 202 Ew.) samt Patzenberg und Tratten
- Pichla bei Radkersburg (584,80 ha; 250 Ew.) samt Auberg, Globitsch, Kerschenberg und Mitschok
- Tieschen (209,16 ha; 289 Ew.) samt Hochstrandler, Königsberg, Pum und Setzen

### Nachbargemeinden
|         | Sankt Anna am Aigen                         |       |
| Straden | Kompassrose, die auf Nachbargemeinden zeigt | Klöch |
|         | Halbenrain                                  |       |

## Geschichte
Das Gebiet um Tierschen ist seit sehr langer Zeit bewohnt. Darauf deuten auch die Hügelgräber im Grössinger Tanner und viele Fundstücke aus der Frühzeit hin.

### Wallanlage auf dem Königsberg

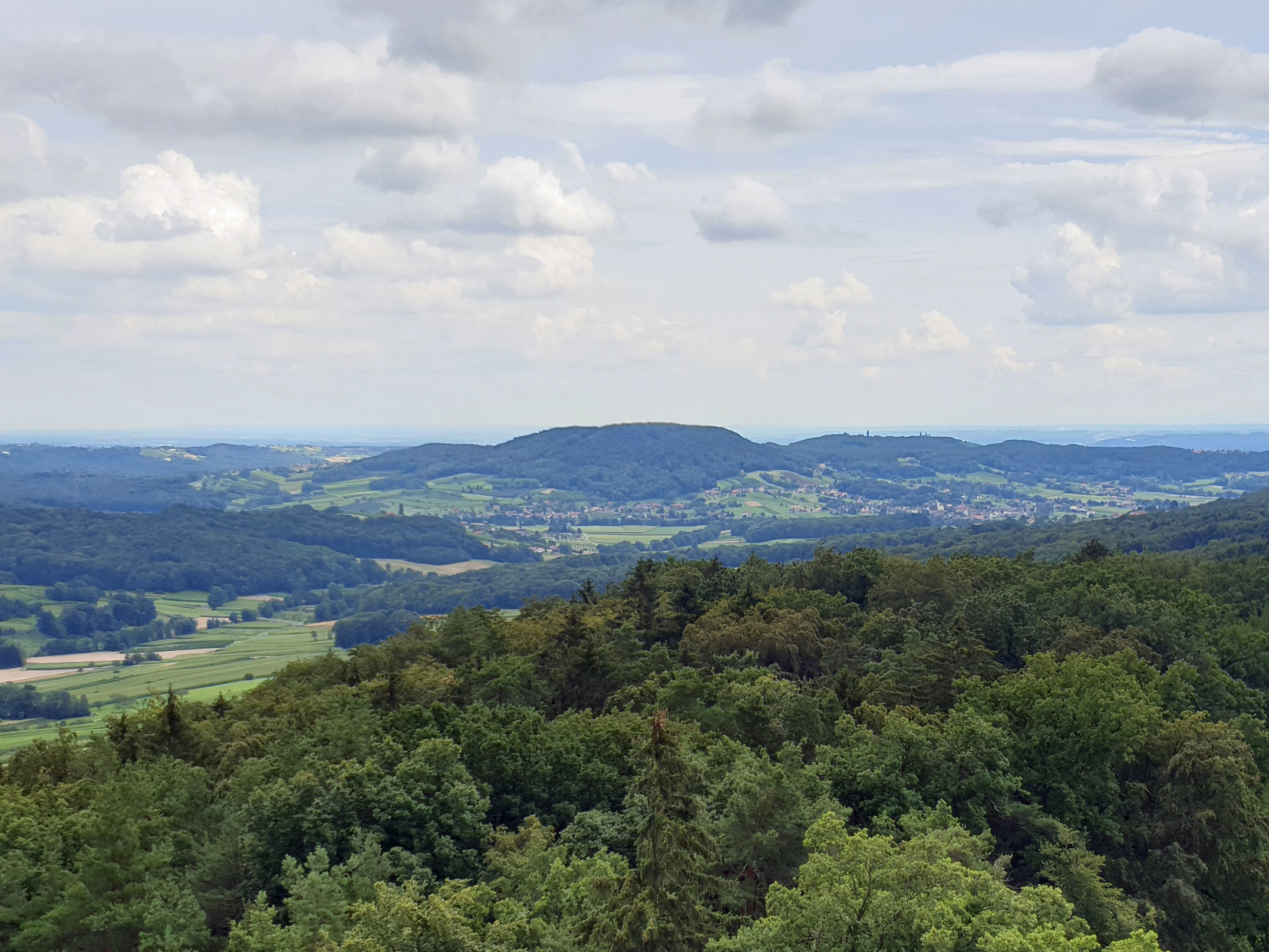
Blick von der Aussichtswarte Frutten-Gießelsdorf auf den Königsberg in Tieschen

Im Bereich des Vulkanmassivs bei Klöch nördlich von Radkersburg liegt als höchste Erhebung der 459 m hohe Königsberg im Gemeindegebiet von Tieschen. Er beherrscht das Steintal und ist wegen seiner steilen Flanken schon früh mit einer Wallanlage befestigt worden. Als Chunigesberg erstmals 1406 erwähnt, sind die Reste der Anlage seit 1822 bekannt. Ab 1840 fanden Grabungen statt, die 1886 und 1897 fortgeführt wurden, deren Ergebnisse jedoch verschollen sind. 1899 wird in einer Aufzeichnung des Joanneums in Graz die Anlage als „versunkene Stadt am Königsberg“ bezeichnet und für eine keltisch-römische Festung gehalten. Von 1924 bis 1962 wurden von örtlichen Heimatforschern die Grabungen weiter verfolgt. Die meisten Fundstücke sind nicht mehr auffindbar, auch gab es Raubgrabungen und private Sondengänger. Erste Grabungen durch das Joanneum gab es 1928, Grundrisse von Häusern wurden dabei und auch 1934 freigelegt. Die Fundberichte sind ungenau und fantasievoll, so wird von „Heiligtümern der Ostnorischen Kultur mit Opfergruben“ berichtet.
Während der Kampfereignisse des Zweiten Weltkrieges besetzten Wehrmachtstruppen die Wallanlage und verteidigten sie gegen die Rote Armee. Die Suche nach Kriegsgefallenen brachte auch weitere archäologische Objekte zu Tage. Diese Funde von Trockenmauerresten, Gebäudegrundmauern und Einzelobjekten belegen eine dichte Besiedlung des Wallgebietes.
Zeitlich kann die Besiedlung ab dem 4. Jahrtausend v. Chr. angenommen werden. Nach einer Siedlungsunterbrechung in der Bronzezeit gibt es wieder Funde aus der Urnenfelderkultur, gesamten Hallstatt- und Latènezeit. Eine Fläche von rund 10 ha war besiedelt und massiv befestigt, Reste davon sind Wall und Graben an der Ost- und Südseite sowie eine Toranlage mit einem Vorwall. Am höchsten Punkt des Berges an der Nordostecke ist das Kernstück, das extra mit einer Trockenmauer umfasst war. An Objekten sind Keramik und Steingeräte, der Lasinja-Kultur zuzuordnen, eine 1901 gefundene Goldmünze, mehrere Kleinfunde sowie eine Münze des Constantius II. geborgen worden. Die Einordnung der Funde belegt die Hochblüte der Siedlung in der Urnenfelderzeit, einen Rückgang während der Latènezeit und eine aus den alten Aufzeichnungen vermutete Fortführung in der provinzialrömischen Zeit anzunehmen. In den Türken- und Kuruzzenkriegen wurde die Wallanlage einige Male als Zufluchtsort benützt.

### Mittelalter und Neuzeit
Tieschen wurde urkundlich erstmals im Jahre 1406 im Zehentbuch des Bistums Seckau genannt. Dieses Schriftzeugnis ist identisch mit der heutigen Schreibung. Der Name geht auf den slawischen Personennamen Těšina o. ä. zurück. Seit Ende des 15. Jahrhunderts war das Pfarrgült Fehring Grundherr in „Türschen“. Die Aufhebung der Grundherrschaften erfolgte 1848. Die Ortsgemeinde Tieschen als autonome Körperschaft entstand 1850. Nach der Annexion Österreichs 1938 kam die Gemeinde zum Reichsgau Steiermark, 1945 bis 1955 war sie Teil der britischen Besatzungszone in Österreich.

### Gründung der Großgemeinde Tieschen
Die Großgemeinde Tieschen wurde am 1. Jänner 1951 gegründet. Per Verordnung der Steiermärkischen Landesregierung vom 27. Dezember 1950 wurden die vordem selbständigen Gemeinden
- Größing (unter Bürgermeister Franz Benedikt),
- Jörgen (unter Bürgermeister Richard Edelsbrunner),
- Laasen (unter Bürgermeister Ignaz Maier),
- Patzen (unter Bürgermeister Richard Stradner) und
- Pichla bei Radkersburg (unter Bürgermeister Franz Puff) mit der Gemeinde
- Tieschen (unter Bürgermeister Edwin Kolleritsch) zur Großgemeinde Tieschen vereinigt.

Nachdem die Fusion zwangsweise erfolgt war, wurde vorerst der Bezirkshauptmann von Radkersburg Max Schistl als Regierungskommissär eingesetzt. Es dauerte bis 7. Dezember 1951, ehe Franz Puff zum ersten Bürgermeister der neuen Gemeinde gewählt wurde. Nach der Volkszählung vom 1. Juni 1951 umfasste die Bevölkerung 1541 Bewohner in 345 Häusern. Das Gemeindegebiet betrug 18,08 Quadratkilometer.

## Kultur und Sehenswürdigkeiten
- Pfarrkirche hl. Dreifaltigkeit

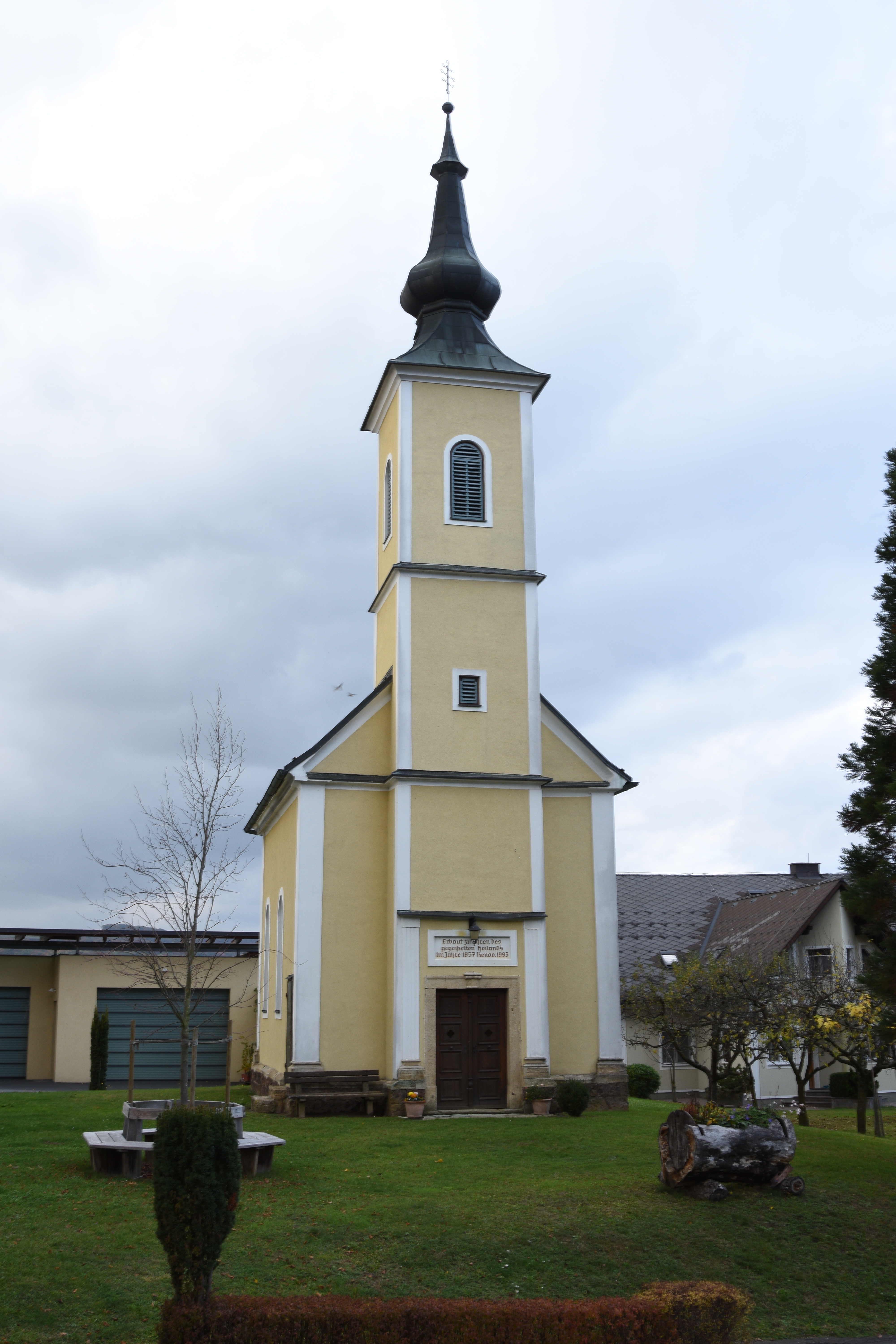
Ortskapelle Pichla bei Radkersburg

- Franz-von-Assisi-Statue mit Sonnengesangweg.
- Das Naturdenkmal Basaltspalte von Tieschen ist ein Felsspalt mit aufgedrungener Gesteinsschmelze.

## Wirtschaft und Infrastruktur
Tieschen ist eine Agrargemeinde. Mehr als die Hälfte der Fläche wird landwirtschaftlich genutzt, zusätzlich sind sechs Prozent Weingärten und fast ein Drittel ist bewaldet. Von den rund 200 Arbeitsplätzen im Ort kommen 90 aus der Landwirtschaft, 100 aus dem Dienstleistungssektor und 15 aus dem Produktionssektor (Stand 2011).
In der Gemeinde wohnen 641 Erwerbstätige. Davon arbeiten 160 in der Gemeinde und 481 pendeln aus. Von den Nachbargemeinden kommen 45 Menschen zur Arbeit nach Tieschen (Stand 2011).

## Politik

### Bürgermeister
Bürgermeister ist seit April 2000 Martin Weber.
Dem Gemeindevorstand gehören weiters Vizebürgermeister Richard Haas und Gemeindekassierin Viktoria Schranz an.

### Bürgermeister seit 1951
Seit 1951 gab es in Tieschen folgende Bürgermeister:
- 1951–1968 Franz Puff
- 1968–1970 Edwin Kolleritsch
- 1970–1985 Leopold Tschiggerl
- 1985–2000 Karl Pachler
- 2000–0000 Martin Weber

### Gemeinderat

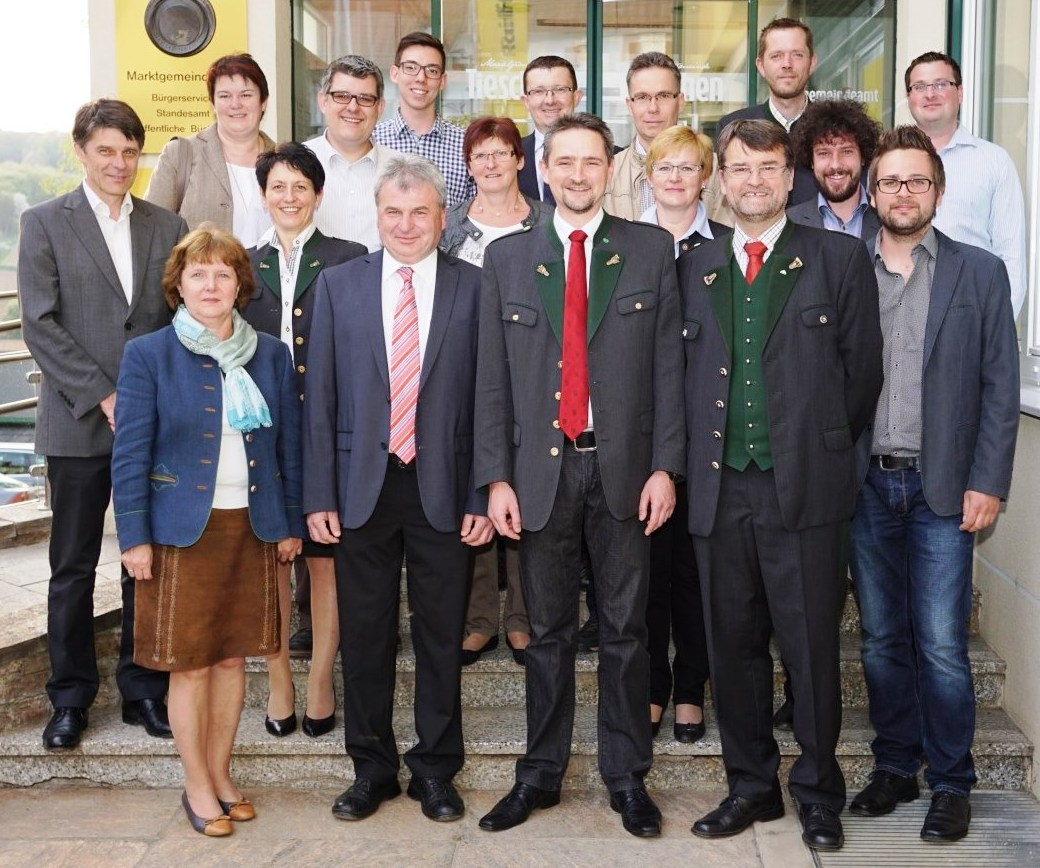
Der Gemeinderat von Tieschen mit Bürgermeister Martin Weber (mit roter Krawatte in der Bildmitte) nach der konstituierenden Sitzung im April 2015

Der Gemeinderat besteht aus 15 Mitgliedern und setzt sich nach der Gemeinderatswahl 2020 wie folgt zusammen:
- 11 SPÖ
- 4 ÖVP

Die letzten Gemeinderatswahlen brachten folgende Ergebnisse:
| Partei          | 2020    | 2020  | 2020    | 2015             | 2015             | 2015             | 2010             | 2010             | 2010             | 2005             | 2005             | 2005             | 2000             | 2000             | 2000             |
| Partei          | Stimmen | %     | Mandate | St.              | %                | M.               | St.              | %                | M.               | St.              | %                | M.               | St.              | %                | M.               |
| --------------- | ------- | ----- | ------- | ---------------- | ---------------- | ---------------- | ---------------- | ---------------- | ---------------- | ---------------- | ---------------- | ---------------- | ---------------- | ---------------- | ---------------- |
| SPÖ             | 586     | 66    | 11      | 568              | 59               | 9                | 648              | 61               | 10               | 704              | 66               | 10               | 357              | 40               | 6                |
| ÖVP             | 251     | 28    | 4       | 403              | 41               | 6                | 377              | 36               | 05               | 330              | 31               | 05               | 462              | 51               | 8                |
| FPÖ             | 46      | 5     | 0       | nicht kandidiert | nicht kandidiert | nicht kandidiert | nicht kandidiert | nicht kandidiert | nicht kandidiert | 032              | 03               | 0                | 083              | 09               | 1                |
| Die Grünen      |         |       |         | nicht kandidiert | nicht kandidiert | nicht kandidiert | 031              | 03               | 0                | nicht kandidiert | nicht kandidiert | nicht kandidiert | nicht kandidiert | nicht kandidiert | nicht kandidiert |
| Wahlberechtigte | 1.063   | 1.063 | 1.063   | 1.120            | 1.120            | 1.120            | 1.175            | 1.175            | 1.175            | 1.184            | 1.184            | 1.184            | 1.098            | 1.098            | 1.098            |
| Wahlbeteiligung | 84 %    | 84 %  | 84 %    | 89 %             | 89 %             | 89 %             | 91 %             | 91 %             | 91 %             | 91 %             | 91 %             | 91 %             | 84 %             | 84 %             | 84 %             |

### Gemeindewappen
Das am 24. September 1962 verliehene Gemeindewappen
in einem von Silber und Grün geteilten Schild ein roter urzeitlicher Feuerbock im oberen, eine goldene Weintraube im unteren Feld
weist auf den Fund – 1952 durch Heimatforscher Alois Eberhard – des Feuerbocks von Tieschen, einer Tonfigur aus der prähistorische Siedlung, sowie den Weinbau hin.

## Persönlichkeiten

### Ehrenbürger
- 1966: Franz Wegart (1918–2009), Landesrat[15]
- 1984: Josef Krainer (1930–2016), Landeshauptmann der Steiermark 1980–1996[16]